# Кршко (футбольний клуб)
ФК «Кршко» (словен. Nogometni Klub Krško) — словенський футбольний клуб з однойменного міста, заснований у 1922 році. Виступає у Першій лізі. Домашні матчі приймає на стадіоні «Матья Губец», потужністю 1 470 глядачів.